# Episodi di Il commissario Köster (diciottesima stagione)
La diciottesima stagione della serie televisiva Il commissario Köster è stata trasmessa in prima visione negli Germania da ZDF dal 21 gennaio 1994.
| n. | Titolo originale                   | Titolo italiano               | Prima TV Germania | Prima TV Italia |
| -- | ---------------------------------- | ----------------------------- | ----------------- | --------------- |
| 1  | Litfins Tod                        | La morte di Liftin            | 21 gennaio 1994   |                 |
| 2  | Das Geständnis                     | La confessione                | 25 febbraio 1994  |                 |
| 3  | Mädchenfalle                       | Trappola mortale              | 25 marzo 1994     |                 |
| 4  | Der Vollmondmörder                 | L'assassino della luna piena  | 20 maggio 1994    |                 |
| 5  | Verschwunden... und nicht vermisst | Una vincita fatale            | 22 luglio 1994    |                 |
| 6  | Trauma                             | Trauma                        | 12 agosto 1994    |                 |
| 7  | Der Absturz                        | Una segretaria intraprendente | 16 settembre 1994 |                 |
| 8  | Mördergrube                        | Un fratello scomodo           | 21 ottobre 1994   |                 |
| 9  | Am Abgrund                         | Accadde 20 anni fa            | 18 novembre 1994  |                 |
| 10 | Fremde in der Nacht                | Strangers in the night        | 16 dicembre 1994  |                 |
| 11 | Gift                               | L'imprevisto                  | 30 dicembre 1994  |                 |